# Sylvia Fowles
Sylvia Shaqueria Fowles (Miami, 6 oktober 1985) is een Amerikaans basketbalspeelster. Zij won met het Amerikaans basketbalteam vier keer de gouden medaille tijdens de Olympische Zomerspelen en een wereldkampioenschap basketbal.
Fowles speelde voor het team van de Louisiana State University, voordat zij in 2008 haar WNBA-debuut maakte bij Chicago Sky. In 2020-2021 speelt zij haar 13e seizoen in de WNBA. In totaal werd ze twee keer kampioen met de club Minnesota Lynx. Ook speelde ze meerdere seizoenen in Europa en Azië.
Tijdens de Olympische Zomerspelen 2008 in Peking won ze voor het eerst olympisch goud door Australië te verslaan in de finale. In totaal speelde ze maar liefst 27 wedstrijden over vier Olympische Spelen (2008, 2012, 2016 en 2020) en wist alle wedstrijden te winnen. Ook won ze met het nationale team het wereldkampioenschap basketbal 2010 in Tsjechië.
In februari 2016 verlengde Fowles haar contract bij de Minnesota Lynx.
1 Shae Kelley · 
3 Kalana Greene · 
13 Lindsay Whalen · 
14 Devereaux Peters · 
15 Asjha Jones · 
20 Tricia Liston · 
21 Renee Montgomery · 
23 Maya Moore · 
32 Rebekkah Brunson · 
33 Seimone Augustus · 
34 Sylvia Fowles · 
51 Anna Cruz · 
Coach Cheryl Reeve
3 Natasha Howard · 
7 Jia Perkins · 
9 Cecilia Zandalasini · 
12 Alexis Jones · 
13 Lindsay Whalen · 
14 Temi Fagbenle · 
21 Renee Montgomery · 
22 Plenette Pierson · 
23 Maya Moore · 
32 Rebekkah Brunson · 
33 Seimone Augustus · 
34 Sylvia Fowles · 
Coach Cheryl Reeve